# Sebaea ramosissima
Sebaea ramosissima är en gentianaväxtart som beskrevs av Ernest Friedrich Gilg. Sebaea ramosissima ingår i släktet Sebaea och familjen gentianaväxter. Inga underarter finns listade i Catalogue of Life.